# Episodi di Duel Masters Charge
Duel Masters Charge (デュエル・マスターズ チャージ?, Dyueru Masutāzu Chāji) è stato trasmesso originalmente in Giappone dal 19 aprile 2004 al 27 marzo 2006 su TV Tokyo per un totale di 52 episodi.

Il logo della serie

In America ed in Europa sono arrivati solo i primi 26 episodi che sono stati riadattati unendo ogni due episodi in uno unico, portando così il numero a 13 e formando la serie intitolata Duel Masters 1.5. Tali episodi formano una terza serie intitolata Duel Masters 2.0, collocata alla fine di Duel Masters 1.5 e fa da epilogo alla versione internazionale.
La sigla d'apertura originale è Yume gakanau to ki (夢が叶うとき? lett. "Quando i sogni diventano realtà") cantata da Nao. Tale brano era stato già impiegato precedentemente nella prima stagione.
Shobu è ritornato dopo 3 anni di allenamento con tutti i suoi amici al torneo Battle Arena. Tuttavia, il ragazzo incontra un nuovo nemico chiamato Zakira accompagnato da i suoi seguaci, i Fua Duelist. L'antagonista è un forte duellante Kaijudo come Hakuoh e dopo averlo rapito, quest'ultimo diviene un nemico. Shobu ed i suoi compagni cercheranno di fermarlo prima che la situazione possa peggiorare ulteriormente.

## Lista episodi
| Nº | Titolo italiano (traduzione letterale) Giapponese 「Kanji」 - Rōmaji                                  | In onda           | In onda |
| Nº | Titolo italiano (traduzione letterale) Giapponese 「Kanji」 - Rōmaji                                  | Giapponese        |         |
| 1  | Charge!!!! 「チャージ!!!!」 - Chaaji!!!!                                                              | 19 aprile 2004    |         |
| 2  | L'apertura di Battle Arena 「バトルアリーナ開幕」 - Battle Arena kaimaku                              | 26 aprile 2004    |         |
| 3  | Assedio nero 「黒い包囲網」 - Kuroi hōimō                                                             | 17 maggio 2004    |         |
| 4  | Trappole che si frappongono 「立ち塞がる罠」 - Tachifusagaru wana                                     | 24 maggio 2004    |         |
| 5  | Last Duel 「ラスト デュエル」 - Rasuto Dyueru                                                         | 14 giugno 2004    |         |
| 6  | Duel dojo!! 「デュエル道場!!」 - Dyueru dōjō!!                                                        | 21 giugno 2004    |         |
| 7  | Il Death Match dei pannolini! 「おむつデスマッチ!」 - Omutsu Desu Māchi!                              | 12 luglio 2004    |         |
| 8  | Il mistero di Dragon Mask! 「謎のドラゴンマスク!」 - Nazo no Doragon Masuku!                          | 19 luglio 2004    |         |
| 9  | Il duellante più forte!? 「最弱のデュエリスト!?」 - Saijaku no Dyuerisuto!?                           | 9 agosto 2004     |         |
| 10 | Io sono il nemico! 「敵は自分!」 - Teki wa jibun!                                                     | 16 agosto 2004    |         |
| 11 | Amore e duello! 「愛とデュエル!」 - Ai to Dyueru!!                                                    | 6 settembre 2004  |         |
| 12 | La rigenerazione di Gyujiro! 「さわやか牛次郎!」 - Sawayaka Gyujiro!                                  | 13 settembre 2004 |         |
| 13 | Sì! Bucketman! 「イエ～イ!バケツマン!」 - Ie~i! Baketsuman!                                           | 4 ottobre 2004    |         |
| 14 | L'angelo VS il dio della morte 「天使VS死神」 - Tenshi VS shinigami                                   | 11 ottobre 2004   |         |
| 15 | Tutti gli insetti in un grande attacco! 「オール虫虫大進撃だべ!」 - Ōru mushimushi taishin geki dabe! | 1º novembre 2004  |         |
| 16 | Un duello a doppia faccia 「ふたつの裏デュエル」 - Futatsu no ura Dyueru                              | 8 novembre 2004   |         |
| 17 | Perfect Duel 「パーフェクトデュエル」 - Pāfekuto Dyueru                                               | 29 novembre 2004  |         |
| 18 | Battere Shobu!! 「勝舞を倒せ!!」 - Shobu o tose!!                                                     | 20 dicembre 2004  |         |
| 19 | Il mistero di Yu Fua 「不亞幽の謎!」 - Fua Yu no nazo!                                                | 27 dicembre 2004  |         |
| 20 | Premonizione al risveglio 「覚醒の予感」 - Kakusei no yokan                                           | 17 gennaio 2005   |         |
| 21 | Un nuovo deck 「新たなるデッキ」 - Aratanaru Dekki                                                    | 24 gennaio 2005   |         |
| 22 | La verità di Yu Fua! 「不亞幽の真実!」 - Fua Yu no shinjitsu!                                         | 14 febbraio 2005  |         |
| 23 | Risveglio!! 「覚醒!!」 - Kakusei!!                                                                    | 7 marzo 2005      |         |
| 24 | Quell'uomo, Zakira 「その男、ザキラ」 - Sono otoko, Zakira                                            | 14 marzo 2005     |         |
| 25 | Bucketman VS Shobu! 「バケツマンVS勝舞!」 - Baketsuman VS Shōbu!                                      | 4 aprile 2005     |         |
| 26 | Conclusione! 「決着!」 - Kechaku!                                                                     | 11 aprile 2005    |         |
| 27 | Memoria perduta 「失われた記憶」 - Ushinawareta kioku                                                 | 2 maggio 2005     |         |
| 28 | Verso il castello di Fua! 「不亞城へ!」 - Fua jō e!!                                                  | 9 maggio 2005     |         |
| 29 | Festival dei duelli 「デュエル祭り」 - Dyueru matsuri                                                 | 30 maggio 2005    |         |
| 30 | La carta maledetta 「呪われたカード」 - Norowareta Kādo                                               | 20 giugno 2005    |         |
| 31 | Il treno per il castello di Fua 「不亞城行きの列車」 - Fua shiro iki no ressha                        | 27 giugno 2005    |         |
| 32 | Yu, da sola 「幽、ひとりぼっち」 - Yu, hitori bocha                                                   | 18 luglio 2005    |         |
| 33 | Il villaggio Dabebe! 「だべべ村だべ!」 - Dabebe murada be!                                            | 25 luglio 2005    |         |
| 34 | Combattimento mortale! La cascata di Dabebe 「死闘!だべべ滝」 - Shito! Dabebe taki                    | 15 agosto 2005    |         |
| 35 | Lucky Duelist 「ラッキーデュエリスト」 - Rakkī Dyuerisuto                                             | 22 agosto 2005    |         |
| 36 | W Duel! 「Wデュエル!」 - Daburu Dyueru!                                                               | 1º settembre 2005 |         |
| 37 | Il risveglio del genio 「天才の覚醒」 - Tensai no kakusei                                             | 19 settembre 2005 |         |
| 38 | Il castello di Fua 「不亞城」 - Fua jō                                                                | 10 ottobre 2005   |         |
| 39 | Corsa! 「突入!」 - Totsunyū!                                                                          | 17 ottobre 2005   |         |
| 40 | Amicizia 「友情」 - Yūjō                                                                              | 7 novembre 2005   |         |
| 41 | La carta della vita 「命とカード」 - Inochi to Kādo                                                   | 14 novembre 2005  |         |
| 42 | Entrambi sull'orlo 「崖っぷちの二人」 - Gakeppuchi no futari                                          | 5 dicembre 2005   |         |
| 43 | Il vendicatore nero 「黒の復讐者」 - Kuro no fukushū-sha                                              | 12 dicembre 2005  |         |
| 44 | 0% percentuale di vittoria?! 「勝率0%!?」 - Shoritsu 0%?!                                             | 2 gennaio 2006    |         |
| 45 | Il filo del destino 「運命の糸」 - Unmei no ito                                                       | 9 gennaio 2006    |         |
| 46 | Mimi e White 「ミミとホワイト」 - Mimi to Howaito                                                     | 30 gennaio 2006   |         |
| 47 | Disperazione 「絶望」 - Zetsubō                                                                       | 20 febbraio 2006  |         |
| 48 | Time Limit 「タイムリミット」 - Taimu Rimitto                                                         | 27 febbraio 2006  |         |
| 49 | Il dio della morte non muore mai 「死神は死なず」 - Shinigami wa shinazu                              | 6 marzo 2006      |         |
| 50 | Zakira si risveglia 「ザキラ起つ」 - Zakira tatsu                                                     | 13 marzo 2006     |         |
| 51 | Verità 「真実」 - Shinjitsu                                                                           | 20 marzo 2006     |         |
| 52 | Una sola speranza 「たった一つの希望」 - Tatta hitotsu no kibō                                        | 27 marzo 2006     |         |